# Heinz Teufel (Fotograf)
Heinz Teufel (* 1949 in Hennstedt) ist ein deutscher Fotograf aus Eckernförde und seit 1978 für das Magazin Geo tätig. Heinz Teufel ist Miterfinder und Namensgeber eines hochwertigen Druckverfahrens namens Diavographie („Diavolo“ = italienisch für „Teufel“) und hat unter dem Begriff „gestische Fotografie“ im Jahr 2000 einen eigenen Stil entwickelt. Eine seiner Reportagen für Geo wurde 1996 bei einer Leserwahl zur besten Bildgeschichte der ersten 20 Jahre des Magazins gewählt. Vom Deutschen Verband für Fotografie wurde er als „Deutscher Fotomeister 1997“ ausgezeichnet. Heinz Teufel ist auch als Referent an der Leica-Akademie tätig.

## Leben und Werk
Heinz Teufel studierte von 1970 bis 1975 Bildhauerei, Grafik und Malerei an der Fachhochschule für Gestaltung in Kiel (heute Muthesius Kunsthochschule). Sein Studium schloss er als Diplom-Designer ab.
Unter „gestischer Fotografie“ versteht Teufel Aufnahmen, bei denen sich die Konturen der Motive in Bewegung auflösen. Formen und Farben werden miteinander vermischt, aber das Motiv bleibt erkennbar. Entscheidend ist, dass der Effekt hauptsächlich durch die Bewegung der Kamera (durch eine „Geste“) während der Bildaufnahme entsteht.

## Auszeichnungen
- 1997: Deutscher Fotomeister[7]
- 2008: Nordfriesischer Kulturpreis für Literatur, Musik und Kunst der Nospa Kulturstiftung Nordfriesland[10]

## Veröffentlichungen
- Heinz Teufel: Auf Noldes Spuren. (mit einem Vorwort von Günter Kunert) Edition Grube u. Richter, Hamburg 1983, ISBN 3-922294-12-X.
- Heinz Teufel (Fotos), Alexander Rost (Text): Sylt. Ellert und Richter, Hamburg 1987, ISBN 3-89234-021-8.
- Heinz Teufel (Fotos), Christoph Rohde (Text): Eckernförde: Portrait einer Ostseestadt Medien-Verlag Schubert, Hamburg 1994, ISBN 3-929229-21-8.